# 楊假
杨假（?—?），字仁之，唐朝同州冯翊人，高祖杨悟虚，应贤良制科擢第，官至錢塘县令、朔州司马。曾祖杨幼烈，官至宁州司马。祖父杨藏器，官至邠州三水县丞。父亲杨遗直，官至濠州录事参军。家中世代为儒，杨遗直客居苏州，杨假是杨遗直第二子，其兄楊發，其弟杨收、楊嚴。杨遗直娶元氏，生杨发、杨假。继室长孙氏，生杨收、杨严。
其弟杨收以二哥杨假未登第，很久不从乡赋。开成末年，杨假进士擢第。当年冬天，杨收至长安，次年，一举登。郑覃为华州刺史，署杨假为从事。郑覃镇京口为浙西观察使，杨假跟随为浙西判官，得大理评事。入朝为监察御史，转任侍御史。由司封郎中知杂事，转任太常少卿。出为常州刺史，在任上去世。杨收与杨严护丧葬于偃师，参与者千人。